# Dorothée-Sibylle de Brandebourg
Dorothée-Sibylle de Brandebourg (19 octobre 1590 à Berlin - 9 mars 1625 à Brieg) est une princesse de Brandebourg et par son mariage duchesse de Brieg.

## Biographie
Dorothée-Sibylle est une fille de l'électeur de Brandebourg Jean II Georges de Brandebourg (1525-1598) de son troisième mariage avec Élisabeth d'Anhalt-Zerbst (1563-1607), fille du prince Joachim-Ernest d'Anhalt (1536-1586). Après la mort de son père, elle grandit à Crossen, le douaire de sa mère.
Le 12 décembre 1610, elle épouse à Berlin le duc Jean-Christian de Brzeg (1591-1639). Dorothée Sibylle est affable et religieuse, et a une influence significative sur le passage de son mari à la foi réformée. En 1619, elle fonde à Brieg la première société Biblique pour les Agriculteurs pauvres.
En 1830, parait en Œuvre de Souvenirs de la Vie de la Duchesse Dorothée Sibylla de Legnica et Brieg: nés Margrave de Brandebourg et de votre Corps et de Hebeamme Margaretha Pie. Littéralement, à partir du Rothgerbers Valentin Gierths Maison et Tagebuche avec une Préface de Syndicus Cuisinier (Falch, 1830). Elle est présentée quelques années plus tard, comme une invention de l'historien Heinrich Wuttke.

## Descendants
Dorothée Sibylle a les enfants suivants:
- Georges III de Brzeg (1611-1664), duc de Brieg marié en 1638 à la princesse Sophia Catherine de Münsterberg-Olesnica (1601-1659) puis en 1660 à Elisabeth Marie Caroline de Simmern (1638-1664)
- Joachim (1612-1613)
- Henri (*/† 1614)
- Ernest (*/† 1614)
- Anne Elisabeth (1615-1616)
- Louis IV de Legnica (1616-1663), duc de Legnica, marié en 1649 à la princesse Anne-Sophie de Mecklembourg-Güstrow (1628-1666)
- Rodolphe (1617-1633)
- Christian de Brzeg (1618-1672), duc de Brieg, marié en 1648 à la princesse Louise d'Anhalt-Dessau (1631-1680)
- Auguste (1619-1620)
- Sibylle Marguerite (1620-1657), mariée en 1637 au comte Gerhard von Dönhoff († 1648)
- Dorothée (*/† 1622)
- Agnès (*/† 1622)
- Sophie Madeleine (1624-1660) mariée en 1642, au duc Charles Frédéric de Münsterberg-Œls (1593-1647)

## Sources
- (de) Colmar Grünhagen, « Dorothea Sibylla », dans Allgemeine Deutsche Biographie (ADB), vol. 5, Leipzig, Duncker & Humblot, 1877, p. 358-359
- Karl Adolf Menzel: l'Histoire Récente de l'Allemand depuis la Réforme protestante, Tome 3, Grass, Barth, 1854, P. 319 et suiv.
- Ernst Daniel Martin Kirchner: Les Churfürstinnen et des Reines sur le Trône des Hohenzollern, Tome 2, Wiegandt & Cretons, 1867, P. 63 et suiv.
- Karl August Schmidt: Souvenirs de la Vie de la Duchesse Dorothée Sibylla de Legnica et Brieg gebornen Margrave de Brandebourg. Brieg 1838.
- Henri Wuttke: à Propos de la Maison et des Journaux Valentin Gierth's et la Duchesse Dorothée Sibylla de Legnica et Brieg, geborne Margrave de Brandebourg. Une Étude. Wroclaw, En 1838 (E Copie).